# Gunung Muria
Gunung Muria är ett berg i Indonesien.   Det ligger i provinsen Jawa Tengah, i den västra delen av landet, 400 km öster om huvudstaden Jakarta. Toppen på Gunung Muria är 1 602 meter över havet.
Terrängen runt Gunung Muria är kuperad åt nordväst, men åt sydost är den bergig. Gunung Muria är den högsta punkten i trakten. Runt Gunung Muria är det tätbefolkat, med 266 invånare per kvadratkilometer. Närmaste större samhälle är Gebog, 14,1 km söder om Gunung Muria. I omgivningarna runt Gunung Muria växer i huvudsak städsegrön lövskog.